# 廣東製薬
廣東製薬株式会社は、1963年に創立された韓国の製薬会社で、漢方製品と健康飲料の専門製薬企業。
本社はソウル市瑞草区瑞草洞のソウル教育大学校付近に位置する。工場は京畿道平沢市にあり、松炭工場の近くにGMP工場、少し離れて中央研究所がある。創業者は崔秀夫で、現在のCEOはチェ・ソンウォン（최성원）。

## 主な製品
- 雲芝泉
- 亀標・牛黄清心元
- 廣東雙和湯
- 廣東湯
- ビタ500
- トウモロコシひげ茶
- 三多水
- ケンポナシ茶